# Nervilia hirsuta
Nervilia hirsuta är en orkidéart som först beskrevs av Carl Ludwig von Blume, och fick sitt nu gällande namn av Rudolf Schlechter. Nervilia hirsuta ingår i släktet Nervilia och familjen orkidéer.
Artens utbredningsområde är Madagaskar. Inga underarter finns listade i Catalogue of Life.